# Фратаферн
Фратаферн (др.-перс. *Frāda-farnah, дословно «содействующий Фарну»; IV век до н. э.) — персидский, а затем македонский сатрап Парфии и Гиркании.
Фратаферн принадлежал к старой персидской аристократии. В 331 году до н. э. он участвовал в битве при Гавгамелах. После поражения и гибели Дария III Фратаферн перешёл на сторону Александра Македонского. В отличие от других перебежчиков Фратаферн до конца сохранил верность македонянам и даже увеличил свои владения. На службе у Александра Фратаферн участвовал в нескольких военных кампаниях. После смерти македонского царя Фратаферн во время Вавилонского раздела Македонской империи 323 года до н. э. сохранил свою власть над Парфией и Гирканией, однако при последующем разделе империи в 321/320 году до н. э. его имя уже не упоминается.

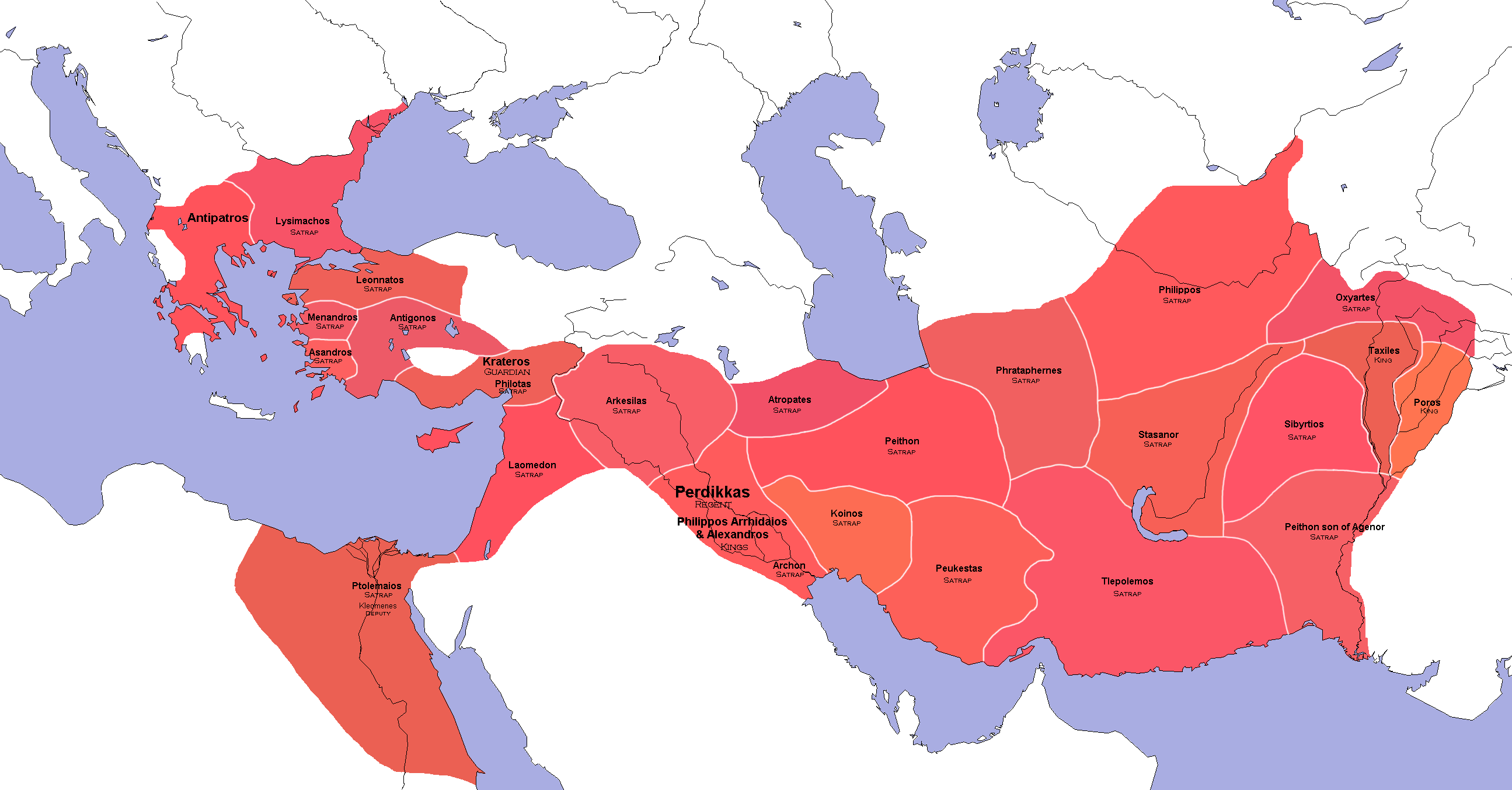
Распределение основных территорий и сатрапий на вавилонском совете (по Арриану и Диодору). Ориентировочные владения Фратаферна располагались на юго-восточном побережье Каспийского моря

## Биография
Фратаферн принадлежал к высшей персидской аристократии. Он родился до 365 года до н. э. и, предположительно, возводил свой род к Интаферну, одному из заговорщиков, которые привели к власти Дария I.
Первое упоминание Фратаферна в античных источниках содержится при описании битвы при Гавгамелах 331 года до н. э. Согласно Арриану, во время сражения Фратаферн руководил отрядами парфян, гирканов и тапуров. Историкам неизвестно, был ли Фратаферн назначен сатрапом этих областей Дарием III, либо его власть над ними была наследственной. После поражения персов Фратаферн сопровождал Дария III. Персидский царь был убит в ходе заговора Бесса в 330 году до н. э., после чего Фратаферн вместе с некоторыми другими царскими приближёнными сдался Александру Великому в Задракарте. Македонский царь радушно принял сатрапов-перебежчиков. Одним из возможных мотивов у Фратаферна и других сатрапов прекратить сопротивление и сдаться македонянам, а не продолжить сопротивление под знамёнами Бесса, Ф. Шахермайр называл усталость от войны.
Вопрос о владениях Фратаферна при Александре предполагает несколько трактовок, содержит некоторые неразрешённые моменты. Александр, ещё до того как к нему прибыл Фратаферн, назначил сатрапом Парфии и Гиркании Атминапа. Сатрапом тапуров был назначен Фрадат. Однако при описании событий 329 года до н. э. Фратаферн назван сатрапом парфиев. Предположительно, Фратаферн восстановил свой статус сатрапа Парфии в начале 329 года до н. э. К этому времени относится назначение Бессом Набарзана, либо Бразана, сатрапом Парфии. Возможно, Александр был вынужден вернуть Фратаферну Парфию, так как тот был более подходящей кандидатурой для того, чтобы возглавить сопротивление Набарзану. Фратаферн действительно сумел захватить Набарзана и доставить его в Зариаспу к Александру.
В 329 году до н. э. Фратаферн вместе с Эригием, Караном и Артабазом участвовал в подавлении мятежа ариев, возглавляемых Сатибарзаном, в то время как царь Александр с основными силами преследовал отступающего Бесса.
Ранней весной 328 года до н. э. Фратаферн побывал в ставке Александра в Зариаспе, а в следующем году — в Наутаке. Предположительно, в 328/327 году до н. э. Фратаферн получил приказ подавить восстание правителя тапуров и мардов Фрадата и возглавить владения мятежника. Одновременно Фратаферн получил также и Гирканию. По мнению Э. Бэдиана, задача подавления восстания Фрадата была выполнена после 326 года до н. э. Этот вывод историк обосновывал тем, что Фратаферн прибыл к основному войску Александра в Индии с подкреплениями из оставленных в Парфии фракийцев без пленного Фрадата. Этот восставший сатрап был казнён уже после возвращения македонского царя из индийского похода. Предположительно, Фратаферн из Индии вернулся в Парфию, так как в 325 году до н. э. он направил своего сына Фрадасмана с большим караваном провизии для снабжения македонской армии, возвращавшейся через пустыню Гедросии.
О доверии Александра к своему парфянскому сатрапу свидетельствует зачисление сыновей Фратаферна Фрадасмана и Сисина в царскую агему гетайров. Ещё один упоминаемый в античных источниках сын Фратаферна Фарисмен, возможно, был идентичен Фрадасману и речь шла о неверной передаче имени.
Фратаферн пережил Александра и при распределении сатрапий в 323 году до н. э., согласно Диодору Сицилийскому, был оставлен правителем Парфии и Гиркании. Однако уже через несколько лет, в 321/320 году до н. э., состоялось новое перераспределение сатрапий в Македонской империи, и Парфию получил в управление Филипп, бывший правитель Согдианы. Вопрос о том, что произошло с Фратаферном, остаётся открытым. Он мог быть смещён с должности за поддержку Пердикки либо даже за союз с ним (оформленный с помощью брака между дочерью Фратаферна и братом Пердикки Алкеты), мог оставить свою должность вследствие преклонного возраста либо просто скончаться. Все эти гипотезы, однако, носят предположительный характер. Э. Бэдиан при описании биографии Фратаферна отмечает, что в данную эпоху редко кому из правителей удавалось умереть собственной смертью. В. Хеккель подчёркивает факт, что в Трипарадисе Фратаферн был не единственным иранцем, который потерял титул сатрапа.

## Оценки. Последующая традиция
Ф. Шахермайр считал, что Фратаферн принадлежал к той группе персов, которые на службе у Александра проявили себя не только справедливыми правителями подконтрольных им сатрапий, но и стали опорой центральной власти македонского царя. А. С. Шофман также отмечал верность Фратаферна Александру.
Юстин писал: «Покорив парфян, Александр поставил над ними сатрапом Андрагора из персидской знати; от него произошли позднейшие парфянские цари». Г. А. Кошеленко считал, что данный фрагмент античного историка был не ошибкой, а отображением античной пропаганды. Отождествление Фратаферна с Андрагором, которых «назначили» предками парфянских царей, связывало представителей династии Аршакидов с Ахеменидами, македонянами и Селевкидами.
Квинт Курций Руф упоминал правителя Хорезма Фратаферна. Возможно, античный историк перепутал имена царя Хорезма Фарасмана и сатрапа Парфии Фратаферна. По другой версии, в Хорезме существовал правитель по имени Фратаферн, однако речь идёт о тёзке сатрапа Парфии.

## В литературе
Фратаферн упоминается в историческом романе об Александре Македонском «В глуби веков» Л. Ф. Воронковой.